# Чёрный хохлатый гиббон
Чёрный хохлатый гиббон или одноцветный гиббон или белощёкий гиббон (лат. Nomascus concolor) — вид приматов из семейства гиббоновых. Обитает в Китае, Лаосе и северном Вьетнаме.

## Описание
Длина примата от головы до хвоста составляет 43—54 см, вес — 6,9—10 кг. Выражен половой диморфизм: самцы практически полностью чёрные, иногда с белыми щеками, самки имеют золотистую шерсть с чёрными отметинами.
Как и другие гиббоновые, являются дневными животными, живущими на деревьях и передвигающимися при помощи брахиации. Иногда, впрочем, передвигаются на двух ногах, как по земле, так и по веткам деревьев. Моногамны, живут в небольших семейных группах. Каждые два-три года у пары рождается детёныш, находящийся на грудном вскармливании до двух лет.

## Статус популяции и ареал
Распространён в юго-западном Китае, северо-западном Лаосе и северном Вьетнаме. Около тысячи лет назад гиббоны (возможно чёрные хохлатые гиббоны) встречались повсеместно в южном и центральном Китае, доходя на севере до реки Хуанхэ. Четыре современных подвида живут на обособленных друг от друга территориях. Населяет тропические и субтропические леса, предпочитает гористую местность, встречается на высоте 2000—2400 метров над уровнем моря, а в Китае — до 2689 метров.
Чёрный хохлатый гиббон — редкий вид, МСОП присвоил ему охранный статус «Вид на грани исчезновения» (англ. Critically endangered). В природе осталось от 1300 до 2000 особей.

## Содержание в неволе
В зоопарках мира содержат этих приматов парами или небольшими группами. В Варшавском зоопарке размножающаяся группа чёрных гиббонов живёт на острове, соединённом с тёплым домиком канатом. Содержат этот вид обезьян и в Брукфильдском зоопарке (штат Иллинойс, США). 

## Подвиды
Известно 4 подвида чёрного хохлатого гиббона:
- Nomascus concolor concolor — северный Вьетнам
- Nomascus concolor lu — Лаос
- Nomascus concolor jingdongensis — провинция Юньнань, Китай
- Nomascus concolor furvogaster — провинция Юньнань, Китай

## Интересные факты
Является животным-символом зоопарка Варшавы (Польша). 